# 大森・金城学院前駅
大森・金城学院前駅（おおもり・きんじょうがくいんまええき）は、愛知県名古屋市守山区大森3丁目にある、名鉄瀬戸線の駅である。駅番号はST12。名古屋鉄道で一番長い駅名を持つ。

## 歴史
1992年（平成4年）当時、当駅の利用客の半分近くが金城学院大学への通学生だったため、駅名を変更した。
- 1905年（明治38年）4月2日 - 大森駅として開業。
- 1982年（昭和57年）
  - 3月21日 - 急行停車駅に昇格[4]。
  - 3月23日 - 駅舎改築[5]。
- 1992年（平成4年）
  - 8月3日 - 駅ビル（鉄筋3階建）完成[6]。
  - 11月14日 - 大森・金城学院前駅に改称[2][3]。
- 2006年（平成18年）
  - 9月18日 - 北改札口が開業。
  - 12月16日 - トランパス導入。
- 2011年（平成23年）2月11日 - ICカード乗車券「manaca」供用開始。
- 2012年（平成24年）2月29日 - トランパス供用終了。
- 2020年（令和2年）3月26日 - 簡易型自動放送導入、LED案内表示器稼働開始。
- 2024年（令和6年）9月28日 - 終日無人化[7]。

## 駅構造
相対式2面2線ホームの地上駅。
| 番線 | 路線      | 方向 | 行先         |
| ---- | --------- | ---- | ------------ |
| 1    | ST 瀬戸線 | 下り | 尾張瀬戸方面 |
| 2    | ST 瀬戸線 | 上り | 栄町ゆき     |

北改札口設置までは夜間など一部時間帯は無人駅だったが、その後2024年（令和6年）9月27日まで終日有人駅となり、翌28日から再び終日無人駅（駅集中管理システム導入）になっている。
駅舎の2F・3Fはグリーンシティケーブルテレビの旧社屋となっていた（2018年（平成30年）4月16日に、名鉄瀬戸線・尾張旭駅前の新社屋に移転）。地下は自転車置き場となっている。
なお、きついカーブ上に駅のホームがあるため通常より電車とホームの隙間が大きい。そのためセンサー式の転落検知装置がいち早く導入されている。
両ホームは階段でのみ繋がっており、改札内にエレベーターやエスカレーターは設置されていない。

### 改札口
栄町方面ホーム側に南改札口、尾張瀬戸方面ホーム側に北改札口があり、跨線橋でつながっている。
南改札口
1992年の現在の駅舎開業時からある改札口で、栄町方面ホームには階段なしで、ダイレクトに接続している。2024年までは窓口があった。
北改札口
バリアフリー対応化に伴い、2006年（平成18年）9月に設置された。こちらは尾張瀬戸方面ホームにダイレクトに接続している。南改札口とは異なり、設置当初から窓口がなく、駅員もいないため、自動精算機が設置されている。
なお、尾張瀬戸方面ホームの西側（踏切の横）にかつて臨時改札口があった。金城学院大学の学生の通学が集中する時間帯にのみ開放していた。また車椅子を利用している人などバリアフリーのための改札としても利用されていたが、北改札口設置に伴い閉鎖された。2016年（平成28年）6月現在でも、北側（敷地境界側）の手すりが残っている。

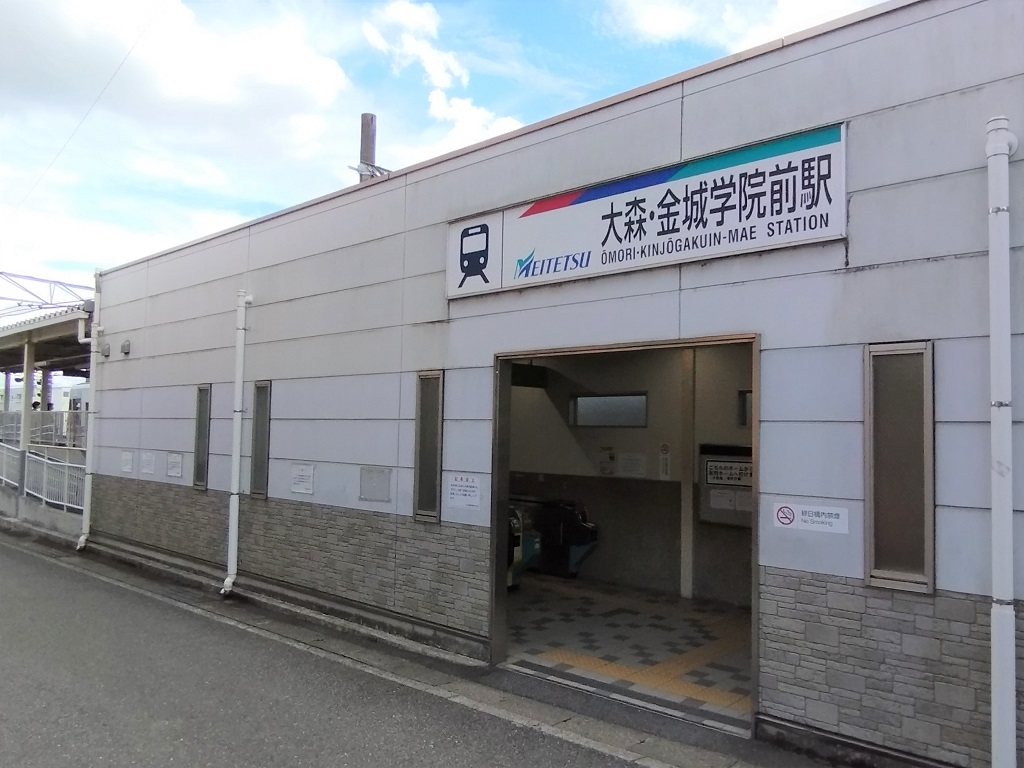
北口駅舎
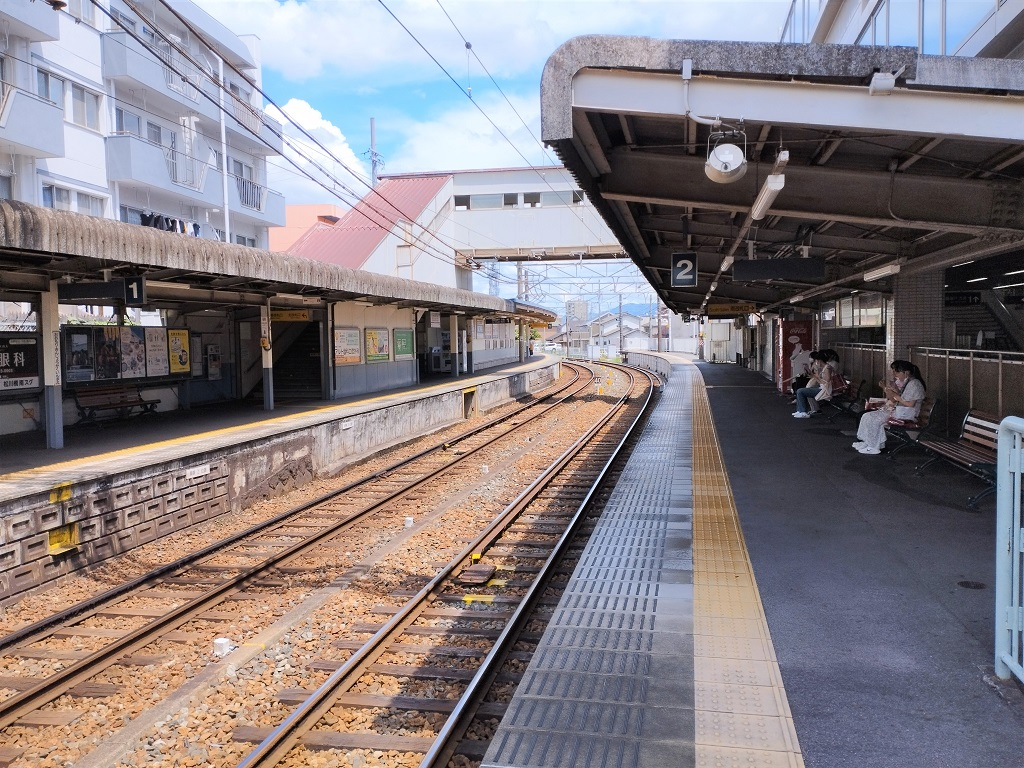
ホーム
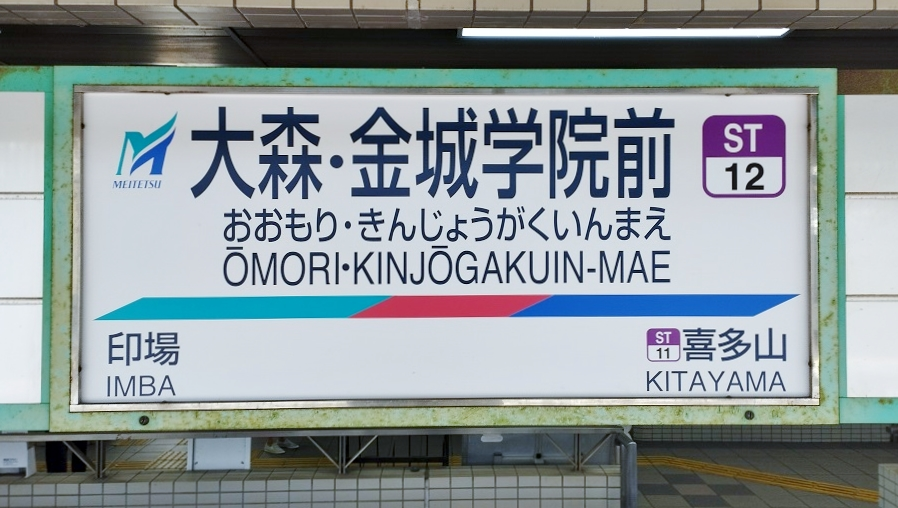
駅名標

### 配線図
| ← 尾張瀬戸方面 | 大森・金城学院前駅 構内配線略図 | → 大曽根・ 栄町方面 |
| 凡例 出典:     |                                 |                     |

## 駅周辺
この駅の周辺は、主に住宅地である。
最寄りのバス停は、「大森」（名古屋市交通局・名古屋市営バス）である。
| - 金城学院大学 - 金城学院大学幼稚園 - 名古屋市立大森中学校 - 名古屋市立大森小学校 - 名古屋市立大森北小学校 - めだか保育園 - 大森保育園 - 名古屋大森郵便局 - 雨池公園から（市道を経て）愛知県道59号名古屋中環状線（桜の名所） | - 東島公園 - 西新田公園 - 五反田公園 - 大森寺 - 八剣神社 - サガミホールディングス本社（徒歩連絡） - 瀬戸街道（愛知県道61号名古屋瀬戸線） - 愛知県道59号名古屋中環状線 - 千代田街道 |

## 利用状況
- 「移動等円滑化取組報告書」によれば、2020年度の1日平均乗降人員は7,782人である[10]。
- 『名鉄120年：近20年のあゆみ』によると2013年度当時の1日平均乗降人員は12,867人であり、この値は名鉄全駅（275駅）中27位、瀬戸線（20駅）中3位であった[11]。
- 『名古屋鉄道百年史』によると1992年度当時の1日平均乗降人員は12,646人であり、この値は岐阜市内線均一運賃区間内各駅（岐阜市内線・田神線・美濃町線徹明町駅 - 琴塚駅間）を除く名鉄全駅（342駅）中30位、瀬戸線（19駅）中5位であった[12]。
- 名古屋市統計年鑑によると、当駅の一日平均乗車人員は、以下の通り推移している。
  - 2004年度 4,254人
  - 2005年度 5,764人
  - 2006年度 5,843人
  - 2007年度 5,970人
  - 2008年度 5,943人
  - 2009年度 5,781人
  - 2010年度 5,765人
  - 2011年度 6,020人
  - 2012年度 6,202人
  - 2013年度 6,397人
  - 2014年度 6,250人
  - 2015年度 6,465人
  - 2016年度 6,432人
  - 2017年度 6,495人
  - 2018年度 6,479人
  - 2019年度 6,295人

※ 瀬戸線の駅では、栄町駅、大曽根駅、小幡駅に次いで、4番目に利用客が多い。

## 隣の駅
名古屋鉄道
ST 瀬戸線
■急行
喜多山駅（ST11） - 大森・金城学院前駅（ST12） - 尾張旭駅（ST15）
■準急・■普通
喜多山駅（ST11） - 大森・金城学院前駅（ST12） - 印場駅（ST13）